# Rusłan Kaczur
Rusłan Ołeksijowycz Kaczur, ukr. Руслан Анатолійович Качур (ur. 9 czerwca 1982 w Watutine, w obwodzie czerkaskim) – ukraiński piłkarz, grający na pozycji napastnika.

## Kariera piłkarska

### Kariera klubowa
Wychowanek Szkoły Piłkarskiej w Watutine, a potem klubu Chodak Czerkasy, barwy którego bronił w juniorskich mistrzostwach Ukrainy (DJuFL). 26 lipca 2003 rozpoczął karierę piłkarską w klubie Dnipro Czerkasy, w którym grał do końca 2007 roku. Wiosną 2008 wyjechał do Azerbejdżanu, gdzie został piłkarzem Simurqa Zaqatala. Latem 2008 powrócił do Ukrainy, gdzie zasilił skład drużyny Dnister Owidiopol. Podczas przerwy zimowej sezonu 2010/11 przeszedł do Nywy Winnica. W lipcu 2011 roku przeniósł się do Heliosu Charków. 4 sierpnia 2014 podpisał kontrakt z uzbeckim Navbahorem Namangan. 19 stycznia 2015 powrócił do czerkaskiego klubu, który już nazywał się Czerkaśkyj Dnipro Czerkasy.

## Sukcesy i odznaczenia

### Sukcesy klubowe
- zdobywca Pucharu Ligi Ukraińskiej: 2010
- wicemistrz Ukraińskiej Drugiej Ligi: 2005/06
- wicemistrz Ukraińskiej Drugiej Ligi: 2009/10
- brązowy medalista Ukraińskiej Drugiej Ligi: 2004/05.